# Chen Baoqiu
Chen Baoqiu, född 30 januari 1911, var en friidrottare från Kina. Han deltog vid olympiska sommarspelen 1936.